# Erfjord (fiordo)
L'Erfjord è un fiordo situato nel territorio dei comuni di Suldal e Hjelmeland, nella contea di Rogaland, posta nella parte sud-occidentale della Norvegia.

## Descrizione
L'Erfjord è un braccio del fiordo Boknafjord, situato nella regione del Vestlandet, nella parte sud-occidentale della Norvegia. È una continuazione verso ovest del Jelsafjord e si estende per 12 chilometri fino al villaggio di Erfjord. Da Erfjord, il fiordo prosegue per altri 4 chilometri più a nord fino al Tyssefjord; la lunghezza totale è quindi di 16 chilometri.
Il fiordo presenta alcune insenature tra Lygnes in Hjelmeland sul lato sud e Landsnes a Suldal sul lato nord. A nord dell'imboccatura si trova l'Økstrafjord, mentre l'Ombofjord si trova a sud-ovest. Dopo circa quattro chilometri il Bogsfjord si estende a nord fino al lato ovest di Erfjord. Pochi chilometri più a est, l'Erfjord si divide in alcuni bracciparti. A nord si trova Kilavågen, mentre Midtvågen si trova sul lato sud. Eidavågen è una baia rivolta a sud.
La parte nord dell'Erfjorden prosegue fino al villaggio di Erfjord, che si trova sulla sponda ovest del fiordo. Il villaggio si trova in una strettoia che è larga solo 250 metri. A ovest di Erfjord si apre il fiordo Bogsfjord. Sul lato est dell'Erfjord si trova il villaggio di Hålandsosen. Appena a nord di Hålandsosen, la larghezza del fiordo si restringe nello stretto di Hålandssundet, che è il punto più stretto del fiordo. In questo punto la strada Riksveg 13 attraversa il fiordo sul ponte di Erfjord (in lingua norvegese: Erfjord Bru); si tratta di un ponte sospeso aperto al traffico nel 1963, lungo 294 metri e con una campata principale di 228 metri.
Lo stretto segna anche l'ingresso nella parte terminale del fiordo, che assume il nome di Tyssefjord e che termina nella frazione di Tysse in Suldal. Il Tyssefjord è di fatto uno stretto canale con ripidi versanti su entrambe le sponde. Sul lato est, le pareti rocciose si elevano fino ai quasi 600 metri del Sørhusheia (595 metri slm).